# Clemente d’Olera

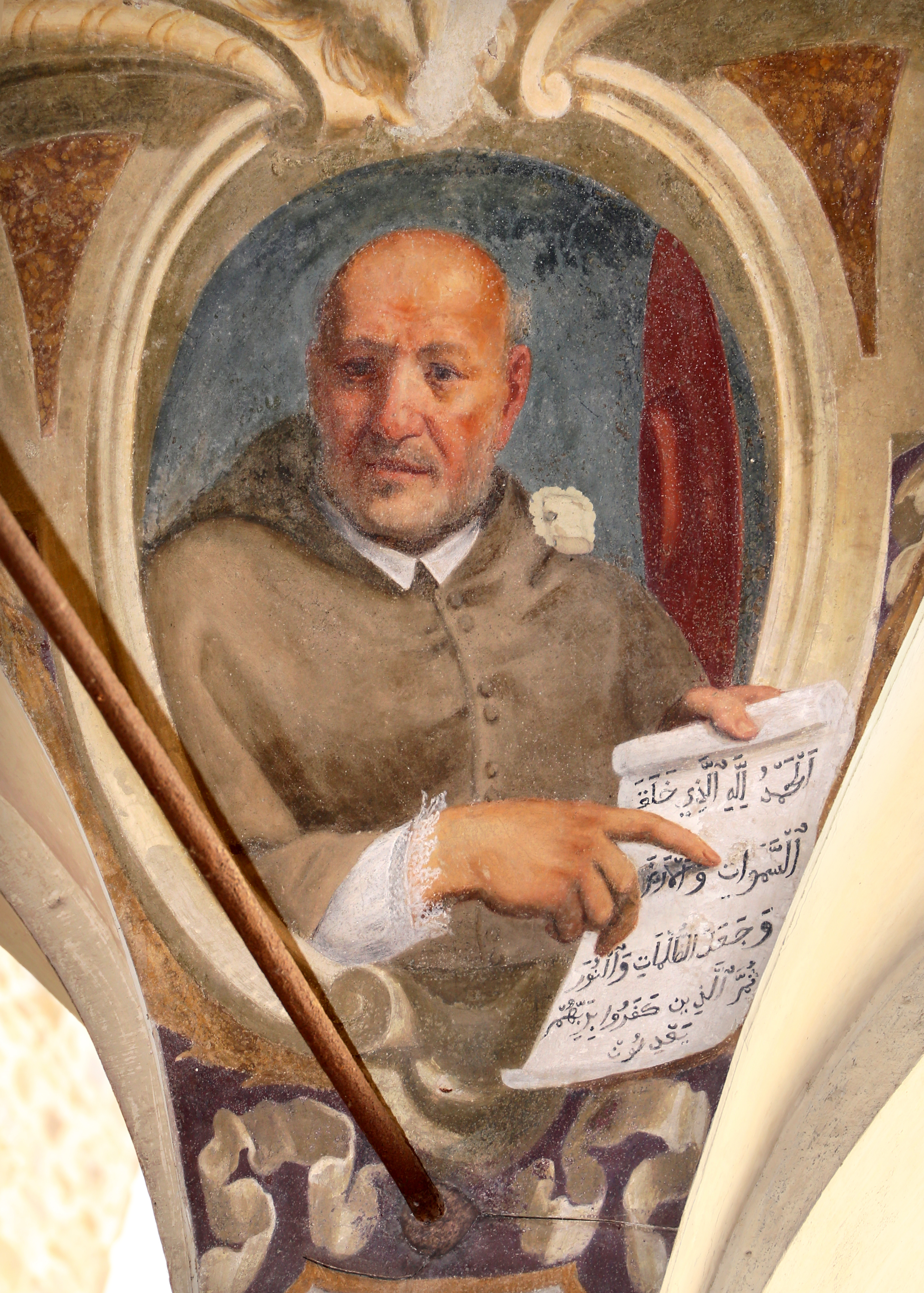
Kardinal und Generalminister Pater Clemente Dolera OFM (Kreuzgang der Kirche Ognissanti)

Clemente d’Olera OFMObs (* 20. Juni 1501 in Schloss Moneglia; † 6. Januar 1568 in Rom) war ein Kardinal der Römisch-Katholischen Kirche.

## Leben
Bereits in jungen Jahren in den Orden der Franziskanerobservanten eingetreten, war er für viele Jahre Professor der Theologie und Philosophie. 1538 wurde er dann Provinzial seines Ordens in Bologna und 1541 Definitor und Generalprokurator in Mantua. Seit 1545 Generalvikar seines Ordens auf Korsika, wurde er nach verschiedenen Ämtern 1553 Generalminister seines Ordens. Papst Julius III. ernannte ihn am 1. Januar 1555 zum Inquisitor in Spanien.
Am 15. März 1557 zum Kardinal erhoben, wurde er am 24. März 1557 auf die Titelkirche Santa Maria in Aracoeli ernannt. Seit 1558 Erzpriester von Rapallo, nahm er am Konklave von 1559 teil und wurde von Papst Paul IV. zum Präfekten der Heiligen Inquisition ernannt. Seit dem 13. März 1560 war er auch Bischof von Foligno. Im Konklave 1565–1566 galt er als papabile. Er war auch Vize-Kardinalprotektor der Deutschen Nation.